# Anosia brasiliensis
Anosia brasiliensis är en fjärilsart som beskrevs av Jean-Baptiste Capronnier 1874. Anosia brasiliensis ingår i släktet Anosia och familjen praktfjärilar. Inga underarter finns listade i Catalogue of Life.